# BHS Corrugated
Die BHS Corrugated Maschinen- und Anlagenbau GmbH ist ein Hersteller von Wellpappenanlagen (eng. Corrugator) mit Hauptsitz in Weiherhammer.
BHS Corrugated beschäftigt über 3.200 Mitarbeiter in mehr als 20 Ländern und verzeichnete im Jahr 2023 einen Umsatz von ca. 870 Millionen Euro. 

## Geschichte

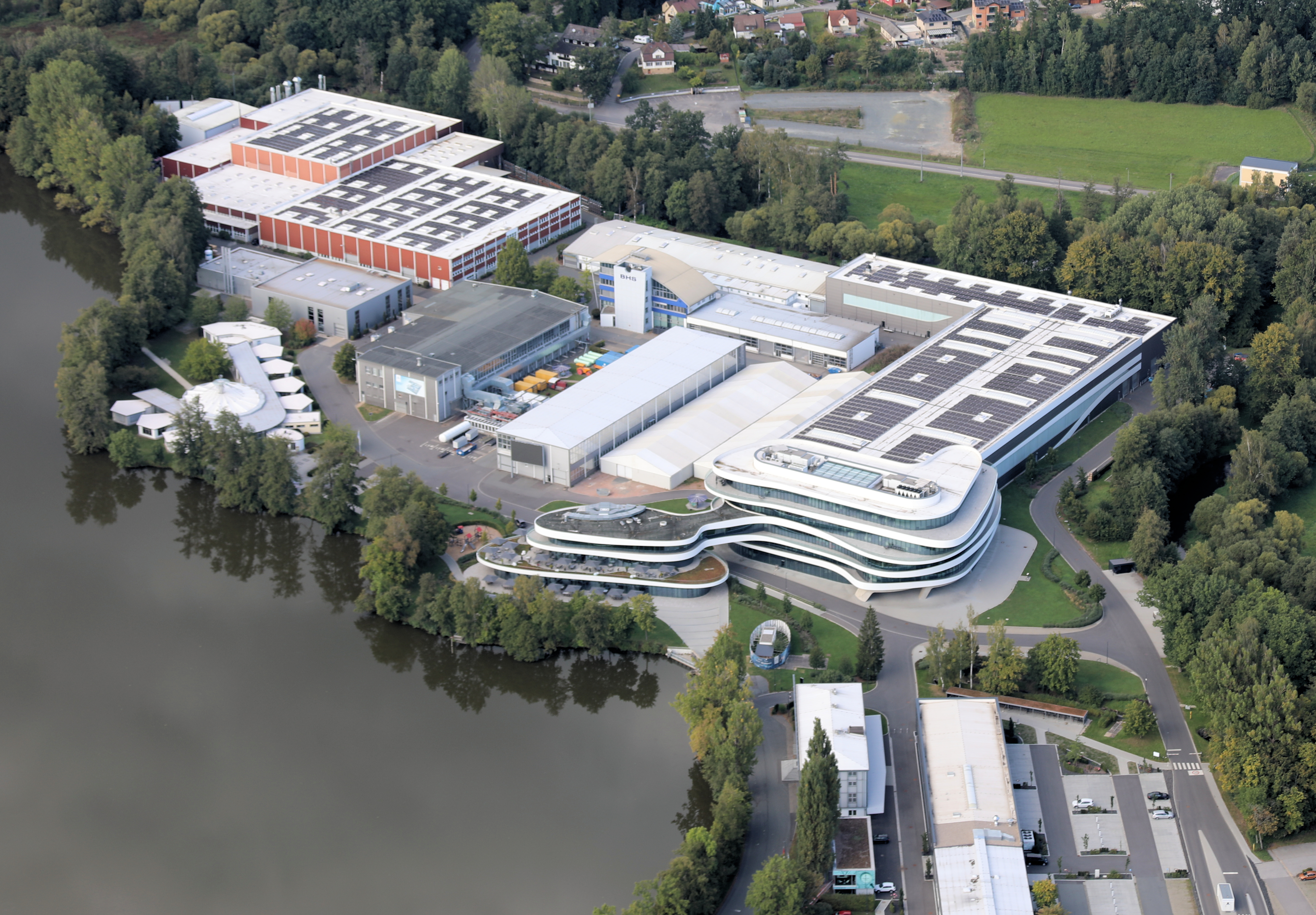
BHS Corrugated (2023)

1717 wurde durch Herzog Theodor Eustach (Pfalz-Sulzbach) ein Hüttenwerk in Weiherhammer gegründet. Dieses Unternehmen befasste sich zunächst mit dem Munitionsguss für das Kaiserliche Zeughaus in Wien. 1927 wurde das herzogliche Unternehmen in die per Landesgesetz neu gegründete BHS-Bayerische Berg-, Hütten- und Salzwerke eingegliedert.
Im Jahr 1960 wurde der Geschäftsbereich erweitert: neben Gusseisen werden nun auch Wellpappenmaschinen konstruiert und gefertigt. Von da an wurde der Geschäftsbereich stetig erweitert, bis die staatliche BHS–Bayerische Berg-, Hütten- und Salzwerke AG 1993 privatisiert wurde. Seitdem besteht die BHS Corrugated Maschinen- und Anlagenbau in Form einer GmbH.
Heute ist die Gesellschaft der zweitgrößte Arbeitgeber im Landkreis Neustadt an der Waldnaab.

## Standorte
- Weiherhammer, Deutschland: Gründung 1717, seit 1960 werden hier Wellpappenanlagen gebaut
- Tachov, Tschechien: Gründung 1994
- Curitiba, Brasilien: Gründung 1998
- Shanghai, China: Gründung 2003
- Knoxville, USA: Gründung 1971
- 26 Vertriebs- und Serviceniederlassungen auf allen Kontinenten (u. a. Sydney, Kapstadt, Mexiko-Stadt, Moskau)
- Mailand, Italien
- Standorte zurzeit in Bau/Planung/Betriebsanlauf: Eskesihir(Türkei), Pune (Indien), Changzhou(China)

## Tochterunternehmen
- Corr 24[2]
- Function Control[3]
- BHS Intralogistics GmbH[4]
- Five Point Reisebüro[5]